# Lorraine Vaillancourt
Lorraine Vaillancourt (* 23. September 1947 in Saguenay/Québec) ist eine kanadische Pianistin, Dirigentin und Musikpädagogin.

## Leben
Vaillancourt studierte von 1964 bis 1968 am Konservatorium von Québec bei Hélène Landry und danach bis 1970 an der École normale de musique de Paris Orchesterleitung bei Pierre Dervaux. Bei Yvonne Loriod und Anne-Marie de Lavilléon-Verdier hatte sie Klavierunterricht, und bei Jeanne Loriod studierte sie Ondes Martenot. Von 1971 bis 1973 arbeitete sie mit Serge Garant und Bruce Mather zusammen. Als Nachfolgerin des letzteren übernahm sie die Leitung des Contemporary Music Workshop an der Universität Montreal und dirigierte hier Werke zeitgenössischer Komponisten wie John Cage, George Crumb, Alain Louvier, Myke Roy, R. Murray Schafer, Harry Somers, Karlheinz Stockhausen, Gilles Tremblay und Claude Vivier. Daneben führte sie zwischen 1972 und 1975 auch mit dem von Robert Léonard gegründeten Ensemble Atelier-Laboratoire Werke junger kanadischer Komponisten auf.
Als Pianistin trat sie regelmäßig bei den Nocturnales der Universität Montreal und bei den Konzerten der Société de musique contemporaine du Québec auf. Ab 1965 gab sie mit ihrem Bruder Jean-Eudes Vaillancourt Konzerte als Klavierduo. 1978 gehörte sie neben José Evangelista, John Rea und Claude Vivier zu den Gründern des Ensembles Événements du neuf, das sie bis 1990 leitete und mit dem sie u. a. in Italien, England und Frankreich auftrat. Mit Denis Bouliane gründete sie 1995 die Rencontres de Musique Nouvelle du Domaine Forget. Als Gastdirigentin leitete sie u. a. das Kitchener-Waterloo Symphony Orchestra, das Montreal Symphony Orchestra, das Orchestre Métropolitain du Grand Montréal das Ensemble Orchestral Contemporain, Les Percussions de Strasbourg und das Gulbenkian Orchester.
Ab 1971 unterrichtete Vaillancourt an der Universität Montreal. Hier gründete sie 1989 das Nouvel Ensemble Moderne (NEM), das sie bis zu ihrer Emeritierung 2016 leitete. Ab 1990 war sie an der Herausgabe der Zeitschrift für zeitgenössische Musik CIRCUIT beteiligt. Von 1998 bis 2001 war sie Präsidentin des Conseil québécois de la musique, danach bis 2006 Vorstandsmitglied des Conseil des arts et des lettres du Québec. Sie ist außerdem Mitglied der Royal Society of Canada und des Ordre du bleuet.
Ihre Aufnahme von Werken Hugues Dufourts mit dem Ensemble Les Percussions de Strasbourg erhielt 2000 den Grand Prix du Disque der Akademie Charles Cros. 2009 wurde Vaillancourt zur Botschafterin des Canadian Music Centre ernannt. Die Universität Laval verlieh ihr 2013 einen Ehrendoktortitel. 2016 wurde sie als Member des Order of Canada geehrt, 2018 als Chevalière des Ordre du Québec. Im gleichen Jahr erhielt sie bei der Verleihung der Opus Awards den Prix Hommage und von der Regierung der Provinz Québec den Prix Denise-Pelletier. In Anerkennung ihre Leistungen für das kulturelle Leben in Québec wurde sie 2019 mit der Medaille der Nationalversammlung von Québec ausgezeichnet.
Lorraine Vaillancourt ist die jüngere Schwester der Sopranistin Pauline Vaillancourt.